# Montmany (Cervelló)
El Montmany és una muntanya de 498 metres que es troba al municipi de Cervelló, a la comarca del Baix Llobregat.
Al cim podem trobar-hi un vèrtex geodèsic (referència 283125001).